# Петер Минојт
Петер Минојт (хол. Peter Minuit; 1580 — Сент Кристофер, 5. август 1638) је био Валонац из Везела, у данашњој Северној Рајна-Вестфалији, Немачка, који је тада био део грофовије Клеве.
Минојт је био Директор-Генерал холандске колоније Нова Низоземска од 1626. до 1633. и оснивач шведске колоније Нова Шведска 1638. Према традицији, купио је острво Менхетн од домородаца 24. маја 1626. за робу у вредности од 60 гулдена, што је у 19. веку процењивано на вредност еквивалентну са тадашњих 24 долара.

### Куповина Менхетна
Минојту се приписује да је 24. маја 1626. купио острво од урођеника (највероватније је у питању било племе Ленапи) у замену за добра чија је вредност била 60 гулдена.
Цифра од 60 гулдена потиче из писма члана управног одбора холандске компаније (енгл. Dutch West India Company), послатог Државном Генералу у новембру 1626. Новац који је дат за куповину је 1626. имао приближну вредност од 1000 долара из 2006, према Институту за друштвену историју у Амстердаму.